# Erich Karwiese
Erich Karwiese (* 16. Oktober 1870; † unbekannt) war ein deutscher Oberstleutnant und Autor.

## Leben
Karwiese schlug eine Militärlaufbahn ein, in der er bis zum Oberstleutnant befördert wurde. Während seiner Zeit in Hameln begann er als Hauptmann und Kompagniechef im 4. Hannoverschen Infanterie-Regiment Nr. 164 sich intensiver mit der Stadtgeschichte von Hameln vor dem Dreißigjährigen Krieg und der Zeit der Festung Hameln zu beschäftigen. Darüber publizierte er zwei grundlegende Werke. Ab Ende 1911 war Karwiese außerdem für den Aufbau des zum Zwecke der Wehrerziehung gegründeten Jungdeutschland-Bundes für Hameln zuständig.
Daneben war er aktives Mitglied des Kyffhäuser-Bundes der Deutschen Landes-Krieger-Verbände und veröffentlichte mehrere Werke im Selbstverlag dieses Bundes und mit Genehmigung des Kyffhäuser-Verlages. Seine Schrift Die Schicksalslinien in der Geschichte der Deutschen erschien in einer Auflage von mindestens 13.000 Exemplaren.
1925 trat Erich Karwiese außerdem mit dem vaterländischen Schauspiel Vom Schäferjungen zum Feldoberisten an die Öffentlichkeit.

## Werke (Auswahl)
- Alt-Hameln. Geschichte der Stadt bis zum dreißigjährigen Kriege, Hameln und Leipzig, [um 1910]
- Die Festung Hameln 1618–1806, Hameln und Leipzig, 1911
- Regiment und Garnison 4. Hannoversches Infanterie-Regiment Nr 164 zu Hameln. Erinnerungen an das Landwehr-Bataillon Hameln und das 2. Hannoversche Inf.-Reg. (Waterloo). Zur Hundertjahrfeier verfasst, Hameln, 1913
- Unser Heer, hrsg. vom Zentral-Komitee der deutschen Vereine vom Roten Kreuz, Berlin, Heymann, 1915
- Wesen, Zweck und Ziel der Deutschen Kriegervereins-Organisation, Berlin, Deutscher Reichskriegerbund „Kyffhäuser“, [um 1922]
- Vom Schäferjungen zum Feldoberisten. Vaterländisches Schauspiel in vier Aufziehungen aus der Zeit des 30jährigen Krieges (Kyffhäuser-Bühne, Bd. 5), Berlin, Kyffhäuser-Verlag, [1925]
- Der nationale Wiederaufbau Deutschlands und die Kriegervereine. In: Jahrbuch des Deutschen-Kriegerbundes. Kalender für 1926.
- Die Schicksalslinien in der Geschichte der Deutschen, Berlin, Selbstverlag des Deutschen Reichskriegerbunds „Kyffhäuser“, o. J.
- Das Kyffhäuser-Denkmal mit Genehmigung des Kyffhäuser-Verlages, Berlin, [um 1933]